# 荆各庄街道
荆各庄街道，是中华人民共和国河北省唐山市开平区下辖的一个乡镇级行政单位。

## 行政区划
荆各庄街道下辖以下地区：
荆各庄社区虚拟社区。